# Jäger-Polka
Jäger-Polka, op. 229, är en polka-française av Johann Strauss den yngre. Den framfördes första gången den 14 juli 1859 i Pavlovsk i Ryssland.

## Historia
Två nyheter stod på konsertprogrammet vid Johann Strauss välgörenhetskonsert i Vauxhall Pavilion i Pavlovsk den 14 juli 1859. Den första var Niko-Polka (op. 228 och tillägnad furst Nikolaj "Niko" Dadiani I av Megrelien) och enligt programmet var den andra Tirallieur-Polka (i senare program ändrat till Tirailleur-Polka) och var tillägnad "Officerskåren vid Skarpskyttebataljonen i Tsarskoje-Selo-livvakten". Det var under titeln Tirailleur-Polka (Skarpskytte-Polka) som stycket publicerades av A. Büttner i Sankt Petersburg.
Johann Strauss befann sig fortfarande i Ryssland sommaren 1859 när polkan började nämnas i tidningarna hemma i Wien. Der Zwischen-Akt (15 september 1859) inkluderade Tirailleur-Polka bland kompositörens nyheter "vilka vi vill föra fram tull vår musikaliska publik", och som "inom kort" skulle publiceras av Strauss förläggare Carl Haslinger. Tidningen tillade: "Tirailleur-Polka är säsongfavorit i Sankt Petersburg detta år". Men när Strauss senare spelade stycket för första gången i Wien söndagen den 20 november 1859 i Volksgarten hade den undergått en förvandling till Jäger-Polka, och det var under den titeln som den publicerades av Haslinger den 18 december samma år.
Den militära prägeln hos polkan återspeglas medelst virveltrumma och trumpeter. Medan det tyska ordet 'Jäger' kan översättas till 'jägare' (därav användningen av valthorn i första delen av triosektionen) kan det även användas som militär benämning på 'skarpskyttar'. Polkan avslutas med trumpeter, trumvirvlar och ett pistolskott!

## Om polkan
Speltiden är ca 3 minuter och 13 sekunder plus minus några sekunder beroende på dirigentens musikaliska tolkning.